# Bank of Ireland

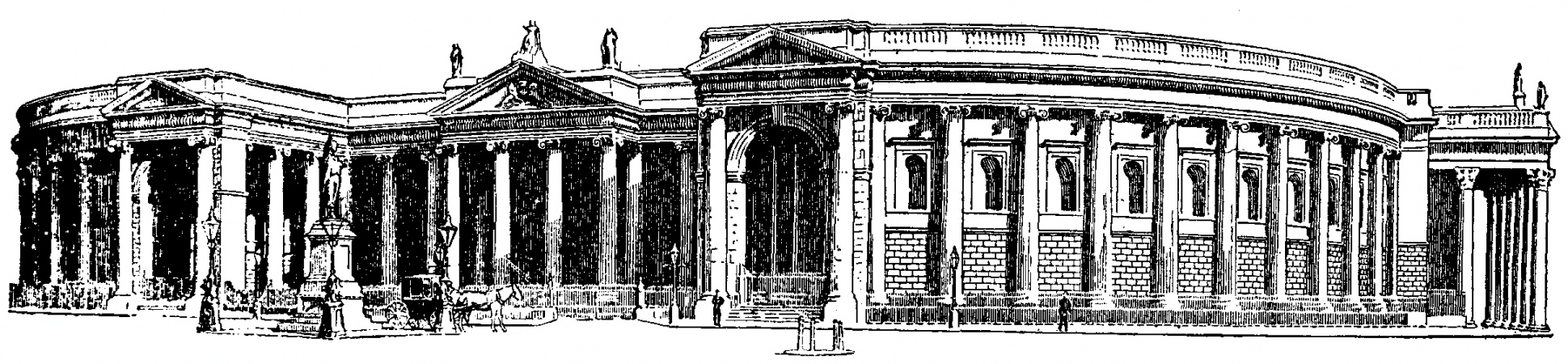
Штаб-квартира

Банк Ирландии (англ. Bank of Ireland, ирл. Banc na hÉireann) — один из крупнейших банков Ирландии. Банк входит в число четырёх банков, выпускающих банкноты для Северной Ирландии.

## История
Банк Ирландии является старейшим из сохранившихся банков Ирландии; он начал работу 25 июня 1783 года. Первым управляющим стал Дэвид Ла Туш (David La Touche); он являлся членом парламента Ирландии, и ему удалось сделать Банк Ирландии официальным правительственным банком. С 1784 года банк начал выпуск собственных денег. После роспуска ирландского парламента в 1801 году банк расположился в его здании. В 1825 году банк открыл 7 отделений в городах Корк, Уотерфорд, Клонмел, Ньюри, Белфаст, Дерри и Уэстпорт. К 1881 году отделений уже было 58.
С образованием в 1922 году Ирландского свободного государства Банк Ирландии стал его центральным банком (оставался до 1943 года, когда был создан Центральный банк Ирландии). В 1926 году был поглощён National Land Bank. В 1958 году был куплен Hibernian Bank, а в 1965 году —ирландская часть британского The National Bank. В 1970 году было открыто отделение в Лондоне, за чем последовало расширение деятельности в Великобританию. В 1997 году было куплено крупное британское кредитно-строительное общество Bristol & West. Также в этом году была куплена одна из крупнейших страховых компаний Ирландии New Ireland Assurance. К 2002 году количество отделений в Ирландии и Великобритании достигло 250, представительства имелись в Австралии, Канаде, Германии, Японии и США.
Президентом банка в своё время был депутат Европарламента от партии «Фианна Файл» Падди Лейн.
В 2005 году банк сократил численность персонала на 2 тыс. человек (до 12 тыс. человек).

## Собственники и руководство
- Патрик Кеннеди (Patrick Thomas Kennedy) — независимый председатель совета директоров с августа 2018 года, член совета директоров с 2010 года; ранее работал в Paddy Power (CEO с 2006 по 2014 год), Greencore Group, KPMG, McKinsey & Co.
- Франческа МакДонах (Francesca Jane McDonagh) — главный исполнительный директор с октября 2017 года; до этого 20 лет работала в HSBC, включая пост главы подразделения розничного банкинга[2].

## Деятельность
Основные подразделения:
- Розничный банкинг в Ирландии — обслуживание частных клиентов и малого и среднего бизнеса в Ирландии; выручка 1,26 млрд евро.
- Управление активами и страхование — страхование жизни и другие виды страхования, инвестиционные продукты; выручка 269 млн евро.
- Розничный банкинг в Великобритании — банковские услуги, предоставляемые как через собственные отделения, так и через почтовые отделения в Великобритании и Северной Ирландии; выручка 481 млн евро.
- Корпоративный банкинг — банковские и казначейские услуги корпорациям в Ирландии, Великобритании, США, Германии, Франции и Испании; выручка 732 млн евро.

На конец 2019 года активы банка составили 132 млрд евро, из них 80 млрд пришлось на выданные кредиты (в том числе ипотечных кредитов на 46 млрд); принятые депозиты составили 84 млрд евро. Основными регионами деятельности по размеру выручки являются Ирландия (2,4 млрд евро) и Великобритания (1,3 млрд евро).

## Спонсорство
Банк является спонсором ряда спортивных команд и соревнований. В частности, это спонсор четырёх главных регбийных команд Ирландии — «Ленстера», «Манстера» (генеральный спонсор обоих клубов), «Ольстера» и «Коннахта» (официальный спонсор обоих клубов). С банком заключили контракты ирландские гольфисты Шейн Лоури и Пол Данн, которые занимаются распространением гольфа в странах мира.
Bank of Ireland является одним из партнёров Гэльской атлетической ассоциации: он спонсирует такие клубы по гэльскому футболу, как «Килмакод Кроукс» и «Сент-Винсентс», а также является спонсором турнира по хёрлингу «Кельтский вызов» (англ. The Celtic Challenge) и чемпионата Коннахта по гэльскому футболу.

## Дочерние компании
Основные дочерние компании на 2019 год:
- The Governor and Company of the Bank of Ireland (Ирландия, банкинг)
- Bank of Ireland (UK) plc (Англия и Уэльс, банкинг)
- New Ireland Assurance Company plc (Ирландия, страхование жизни)
- Bank of Ireland Mortgage Bank (Ирландия, ипотека)
- First Rate Exchange Services Limited (Англия и Уэльс, обмен валют)
- N.I.I.B. Group Limited (Северная Ирландия, банкинг и лизинг)